# Kevin Youkilis

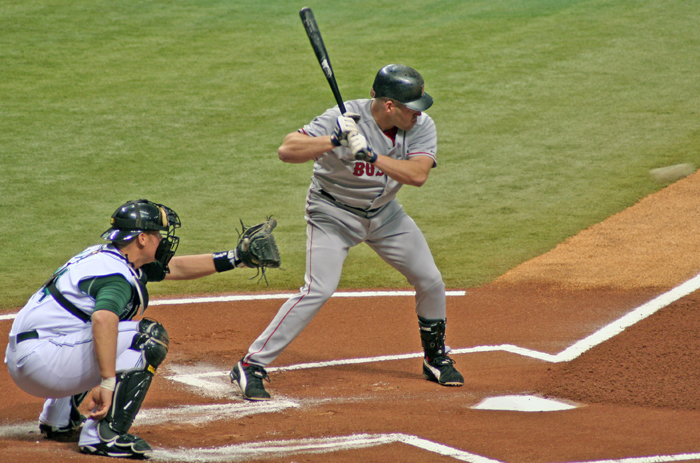
Youklis atuando pelos Red Sox.

Kevin Edmund Youkilis (Cincinnati, 15 de março de 1979), apelidado "Youk" e "The Greek God of Walks", é um ex jogador americano de beisebol. Ele estreou na liga pelo Boston Red Sox da Major League Baseball em 15 de maio de 2004. Embora seu sobrenome seja derivado do grego, Youkilis é judeu, de descendência romena. É conhecido por sua alta porcentagem em base, resultado de sua paciência no bastão. Ele já foi eleito três vezes para o Jogo das Estrelas da MLB.
Após oito anos com os Red Sox, Kevin passou pelo Chicago White Sox e pelo New York Yankees antes de, em 2014, se transferir para a NPB (a liga japonesa de beisebol). Ele se aposentou ao fim da temporada.

## 2007
Em 2007, quando foi importantíssimo na conquista da Série Mundial pelos Red Sox, Youkilis ganhou a Luva de Ouro (1B) na Liga Americana. De 5 de maio a 2 de junho, ele teve a maior seqüência de rebatidas de sua carreira, 23 jogos, onde bateu .426 com 13 duplas, 6 HRs (1 deles inside-the-park), 21 RBIs e 468 OBP. Também terminou a temporada regular com uma porcentagem de defesa perfeita de 1.000, o único nas ligas maiores. Em 25 de junho, Youkilis jogou seu 120º jogo consecutivo na primeira base sem cometer nenhum erro, quebrando o recorde anterior dos Red Sox estabelecido em 1921 por Stuffy McInnis. Em 7 de setembro, ele jogou o 179º, quebrando o recorde anterior da Liga Americana estabelecido em 1973 por Mike Hegan. A seqüência de Youkilis ao fim da temporada regular foi de 190 jogos. Portanto, cedo em 2008, ele pode quebrar o recorde da Major League Baseball de 193 jogos consecutivos sem erro, mantido por Steve Garvey.

## Estatísticas
- Corridas impulsionadas: 618;
- Home runs: 150;
- Rebatidas: 1 053
- Aproveitamento no bastão: 28,1%